# Олімпійське село (Ріо-де-Жанейро)
Олімпійське село у Ріо-де-Жанейро (порт. Vila Olímpica do Rio de Janeiro 2016) — житловий мікрорайон у Ріо-де-Жанейро, призначений для проживання учасників літніх Олімпійських ігор 2016. Розташований на місці старого «Рок-міста» у районі Барра-да-Тіжука.
Комплекс складається з 31 сімнадцятиповерхового будинку вежового типу, величезної їдальні, поштового відділу, спортзалу, центру першої допомоги і відділу банку. Розміщує 10 500 спортсменів разом з 7 000 тренерів та інших співробітників делегацій. Спальні розраховані на проживання двох осіб: у кожній знаходяться по два ліжка, які можуть розкладатися до довжини 2,3 м (для високих спортсменів).
По периметру проходить подвійна огорожа, споряджена контрольно-перевіряльними пунктами. Заходи безпеки включають просвічування пакетів, сумок та іншого багажу.
Будівництво Олімпійського села здійснювалося консорціумом, який був звільнений мерією міста від чинних місцевих правил будування, зокрема, обмежень на висоту будівель. Квартири здані внайми організаторам Олімпіади, але вже продані приватним особам, які заселять їх після закриття ігор. Мікрорайон Олімпійського села після Олімпіади стане називатися «Ілья Пура» (Ilha Pura — «Чистий острів»).
Консорціум складається з двох провідних будівельних бразильських фірм — Carvalho Hosken і Odebrecht. Остання компанія є ключевим фігурантом справи з корупції у вищих колах влади, пов'язаної також з державної нафтогазовою компанією Petrobras. 
Офіційне відкриття села сталося 24 липня.